# Leichtathletik-Südamerikameisterschaften 1956
Die XIX. Leichtathletik-Südamerikameisterschaften fanden vom 14. bis zum 22. April 1956 in Santiago de Chile statt. Erfolgreichste Teilnehmer waren der kolumbianische Sprinter Jaime Aparicio und der argentinische Langstreckenläufer Osvaldo Suárez mit jeweils drei Titeln, wobei Aparicio zusätzlich noch eine Silbermedaille gewann. Bei den Frauen gewann Gladys Erbetta ebenfalls drei Goldmedaillen und eine Silbermedaille.
Der Zeitpunkt Ende April war für die Sportler mit Ambitionen bei den Olympischen Spielen sehr ungünstig, da die Olympischen Spiele 1956 in Melbourne erst Ende November ausgetragen wurden. Von den beiden südamerikanischen Medaillengewinnern bei den Olympischen Spielen nahm nur Marlene Ahrens an den Südamerikameisterschaften 1956 teil, Adhemar Ferreira da Silva war nicht am Start.

## Männerwettbewerbe
Die Mannschaftswertung gewann bei den Männern die Mannschaft Brasiliens mit 182,5 Punkten vor den Argentiniern mit 174 Punkten und den Chilenen mit 155 Punkten. Kolumbien erreichte 69 Punkte vor den Peruanern mit 40 Punkten, Uruguay mit 22 Punkten und Bolivien mit einem Punkt.

### 100-Meter-Lauf Männer
| Platz | Athlet              | Land | Zeit   |
| ----- | ------------------- | ---- | ------ |
| 1     | Paulo de Fonseca    | BRA  | 10,6 s |
| 2     | Gerardo Bönnhoff    | ARG  | 10,7 s |
| 3     | João Pires Sobrinho | BRA  | 10,7 s |

Finale: 15. April

### 200-Meter-Lauf Männer
| Platz | Athlet              | Land | Zeit   |
| ----- | ------------------- | ---- | ------ |
| 1     | João Pires Sobrinho | BRA  | 21,5 s |
| 2     | Jaime Aparicio      | COL  | 21,7 s |
| 3     | Gerardo Bönnhoff    | ARG  | 21,8 s |

Finale: 19. April

### 400-Meter-Lauf Männer
| Platz | Athlet          | Land | Zeit   |
| ----- | --------------- | ---- | ------ |
| 1     | Jaime Aparicio  | COL  | 47,7 s |
| 2     | Zados Guardiola | COL  | 48,2 s |
| 3     | Argemiro Roque  | BRA  | 49,0 s |

Finale: 15. April

### 800-Meter-Lauf Männer
| Platz | Athlet           | Land | Zeit       |
| ----- | ---------------- | ---- | ---------- |
| 1     | Ramón Sandoval   | CHI  | 1:49,0 min |
| 2     | Eduardo Balducci | ARG  | 1:51,5 min |
| 3     | Argemiro Roque   | BRA  | 1:52,4 min |

Finale: 19. April

### 1500-Meter-Lauf Männer
| Platz | Athlet           | Land | Zeit       |
| ----- | ---------------- | ---- | ---------- |
| 1     | Ramón Sandoval   | CHI  | 3:48,4 min |
| 2     | Eduardo Balducci | ARG  | 3:53,4 min |
| 3     | Waldo Sandoval   | CHI  | 3:54,5 min |

Finale: 15. April

### 5000-Meter-Lauf Männer
| Platz | Athlet         | Land | Zeit        |
| ----- | -------------- | ---- | ----------- |
| 1     | Osvaldo Suárez | ARG  | 14:30,8 min |
| 2     | Jaime Correa   | CHI  | 14:47,8 min |
| 3     | Walter Lemos   | ARG  | 14:51,7 min |

Finale: 14. April

### 10.000-Meter-Lauf Männer
| Platz | Athlet              | Land | Zeit        |
| ----- | ------------------- | ---- | ----------- |
| 1     | Osvaldo Suárez      | ARG  | 30:12,2 min |
| 2     | Walter Lemos        | ARG  | 30:27,4 min |
| 3     | Alfredo de Oliveira | BRA  | 31:41,0 min |

Finale: 19. April

### Halbmarathon Männer
| Platz | Athlet         | Land | Zeit        |
| ----- | -------------- | ---- | ----------- |
| 1     | Osvaldo Suárez | ARG  | 1:08:53,6 h |
| 2     | Walter Lemos   | ARG  | 1:08:59,6 h |
| 3     | Juan Silva     | CHI  | 1:10:30,6 h |

Finale: 22. April

### 110-Meter-Hürdenlauf Männer
| Platz | Athlet               | Land | Zeit   |
| ----- | -------------------- | ---- | ------ |
| 1     | Ijoel da Silva       | BRA  | 14,7 s |
| 2     | Estanislao Kocourek  | ARG  | 14,9 s |
| 3     | Francisco Bergonzoni | BRA  | 15,1 s |

Finale: 17. April

### 400-Meter-Hürdenlauf Männer
| Platz | Athlet          | Land | Zeit   |
| ----- | --------------- | ---- | ------ |
| 1     | Jaime Aparicio  | COL  | 52,0 s |
| 2     | Zados Guardiola | COL  | 53,1 s |
| 3     | Anubes da Silva | BRA  | 54,2 s |

Finale: 21. April

### 3000-Meter-Hindernislauf Männer
| Platz | Athlet           | Land | Zeit       |
| ----- | ---------------- | ---- | ---------- |
| 1     | Santiago Novas   | CHI  | 9:09,0 min |
| 2     | Sebastião Mendes | BRA  | 9:17,4 min |
| 3     | Guillermo Solá   | CHI  | 9:25,8 min |

Finale: 21. April

### 4-mal-100-Meter-Staffel Männer
| Platz | Athleten                                                              | Land | Zeit   |
| ----- | --------------------------------------------------------------------- | ---- | ------ |
| 1     | João Pires Sobrinho Jorge de Barros Paulo de Fonseca Armando da Silva | BRA  | 41,4 s |
| 2     | Gerardo Bönnhoff Luis Vienna Roberto Ferrario Juan Acosta             | ARG  | 41,5 s |
| 3     | Gilberto Truque Constantino Fascie Antonio Vanegas Lerma              | COL  | 42,6 s |

Finale: 21. April

### 4-mal-400-Meter-Staffel Männer
| Platz | Athleten                                                            | Land | Zeit       |
| ----- | ------------------------------------------------------------------- | ---- | ---------- |
| 1     | Jaime Aparicio Zados Guardiola Carlos Sierra Antonio Vanegas        | COL  | 3:14,6 min |
| 2     | Argemiro Roque Mario do Nascimento Anubes da Silva Armando da Silva | BRA  | 3:16,1 min |
| 3     | Rodolfo Beltran Gerardo Bönnhoff Juan Acosta Eduardo Balducci       | ARG  | 3:16,8 min |

Finale: 22. April

### Hochsprung Männer
| Platz | Athlet        | Land | Höhe   |
| ----- | ------------- | ---- | ------ |
| 1     | Oscar Bartoli | ARG  | 1,93 m |
| 2     | Ernesto Lagos | CHI  | 1,90 m |
| 3     | Juan Ruíz     | CHI  | 1,85 m |
|       | Alberto Bacan | BRA  | 1,85 m |

Finale: 14. April

### Stabhochsprung Männer
| Platz | Athlet          | Land | Höhe   |
| ----- | --------------- | ---- | ------ |
| 1     | José Infante    | CHI  | 3,90 m |
| 2     | José Rojas      | CHI  | 3,90 m |
| 3     | Fausto de Souza | BRA  | 3,90 m |

Finale: 17. April
Auch der Viertplatzierte, Roberto Argacha aus Argentinien, überquerte 3,90 Meter.

### Weitsprung Männer
| Platz | Athlet         | Land | Weite  |
| ----- | -------------- | ---- | ------ |
| 1     | Fermín Donazar | URU  | 7,23 m |
| 2     | Ary de Sá      | BRA  | 7,14 m |
| 3     | Luis Akuta     | BRA  | 7,10 m |

Finale: 15. April

### Dreisprung Männer
| Platz | Athlet           | Land | Weite   |
| ----- | ---------------- | ---- | ------- |
| 1     | Jorgely Figueira | BRA  | 15,14 m |
| 2     | Luis Huarcaya    | PER  | 14,69 m |
| 3     | Carlos Vera      | CHI  | 14,63 m |

Finale: 19. April

### Kugelstoßen Männer
| Platz | Athlet          | Land | Weite   |
| ----- | --------------- | ---- | ------- |
| 1     | Alcides Dambros | BRA  | 14,97 m |
| 2     | Ruben Scaraffia | ARG  | 14,72 m |
| 3     | Gunther Kruse   | ARG  | 13,97 m |

Finale: 15. April

### Diskuswurf Männer
| Platz | Athlet        | Land | Weite   |
| ----- | ------------- | ---- | ------- |
| 1     | Gunther Kruse | ARG  | 47,61 m |
| 2     | Hernán Haddad | CHI  | 47,24 m |
| 3     | Pedro Ucke    | ARG  | 46,56 m |

Finale: 21. April

### Hammerwurf Männer
| Platz | Athlet         | Land | Weite   |
| ----- | -------------- | ---- | ------- |
| 1     | Alejandro Díaz | CHI  | 52,88 m |
| 2     | Edmundo Zúñiga | CHI  | 51,71 m |
| 3     | Elvio Porta    | ARG  | 51,55 m |

Finale: 17. April

### Speerwurf Männer
| Platz | Athlet           | Land | Weite   |
| ----- | ---------------- | ---- | ------- |
| 1     | Ricardo Héber    | ARG  | 64,45 m |
| 2     | Nestor Matteucci | ARG  | 61,51 m |
| 3     | Carlos Monges    | PER  | 59,20 m |

Finale: 14. April

### Zehnkampf Männer
| Platz | Athlet               | Land | Punkte |
| ----- | -------------------- | ---- | ------ |
| 1     | Héctor Menacho       | PER  | 5670   |
| 2     | Leonardo Kittsteiner | CHI  | 5499   |
| 3     | Aldo Ribeiro         | BRA  | 5401   |

21. und 22. April

## Frauenwettbewerbe
Die Mannschaftswertung bei den Frauen gewannen die Chileninnen mit 109 Punkten vor der Mannschaft Argentiniens mit 85,5 Punkten und den Brasilianerinnen mit 39,5 Punkten. Mit 15 Punkten lag Peru vor Kolumbien mit zwei Punkten. Die Uruguayerinnen erhielten keinen Punkt.

### 100-Meter-Lauf Frauen
| Platz | Athletin           | Land | Zeit   |
| ----- | ------------------ | ---- | ------ |
| 1     | Gladys Erbetta     | ARG  | 12,2 s |
| 2     | Beatriz Kretschmer | CHI  | 12,4 s |
| 3     | Eliana Gaete       | CHI  | 12,4 s |

Finale: 15. April

### 200-Meter-Lauf Frauen
| Platz | Athletin           | Land | Zeit   |
| ----- | ------------------ | ---- | ------ |
| 1     | Beatriz Kretschmer | CHI  | 25,5 s |
| 2     | Gladys Erbetta     | ARG  | 25,8 s |
| 3     | Martha Huby        | PER  | 26,1 s |

Finale: 19. April

### 80-Meter-Hürdenlauf Frauen
| Platz | Athletin         | Land | Zeit   |
| ----- | ---------------- | ---- | ------ |
| 1     | Wanda dos Santos | BRA  | 11,5 s |
| 2     | Eliana Gaete     | CHI  | 11,6 s |
| 3     | Ada Brener       | ARG  | 11,9 s |

Finale: 22. April

### 4-mal-100-Meter-Staffel Frauen
| Platz | Athletinnen                                                       | Land | Zeit   |
| ----- | ----------------------------------------------------------------- | ---- | ------ |
| 1     | Gladys Erbetta Lilián Buglia Edith Berg Olga Bianchi              | ARG  | 48,6 s |
| 2     | Marlene Hyslop Eliana Gaete Teresa Venegas Patricia Rodoni        | CHI  | 49,3 s |
| 3     | Marlene Santos Maria José Lima Marlene Mattos Hannelore Poetscher | BRA  | 49,4 s |

Finale: 22. April

### Hochsprung Frauen
| Platz | Athletin         | Land | Höhe   |
| ----- | ---------------- | ---- | ------ |
| 1     | Nelly Gomez      | CHI  | 1,50 m |
| 2     | Elizabeth Müller | BRA  | 1,50 m |
| 3     | María Cañas      | CHI  | 1,50 m |
|       | Cleide Eloy      | BRA  | 1,50 m |

Finale: 21. April

### Weitsprung Frauen
| Platz | Athletin       | Land | Weite  |
| ----- | -------------- | ---- | ------ |
| 1     | Gladys Erbetta | ARG  | 5,88 m |
| 2     | Ada Brener     | ARG  | 5,41 m |
| 3     | Olga Bianchi   | ARG  | 5,39 m |

Finale: 15. April

### Kugelstoßen Frauen
| Platz | Athletin          | Land | Weite   |
| ----- | ----------------- | ---- | ------- |
| 1     | Eliana Bahamondes | CHI  | 11,95 m |
| 2     | Pradelia Delgado  | CHI  | 11,84 m |
| 3     | Elizabeth Müller  | BRA  | 11,31 m |

Finale: 19. April

### Diskuswurf Frauen
| Platz | Athletin       | Land | Weite   |
| ----- | -------------- | ---- | ------- |
| 1     | Isabel Avellán | ARG  | 44,08 m |
| 2     | Rosa Riveros   | CHI  | 38,22 m |
| 3     | Ingeborg Mello | ARG  | 38,08 m |

Finale: 14. April

### Speerwurf Frauen
| Platz | Athletin       | Land | Weite   |
| ----- | -------------- | ---- | ------- |
| 1     | Marlene Ahrens | CHI  | 48,73 m |
| 2     | Carmen Venegas | CHI  | 40,70 m |
| 3     | Adriana Silva  | CHI  | 38,91 m |

Finale: 22. April

## Medaillenspiegel
| Medaillenspiegel Endstand nach 31 Entscheidungen | Medaillenspiegel Endstand nach 31 Entscheidungen | Medaillenspiegel Endstand nach 31 Entscheidungen | Medaillenspiegel Endstand nach 31 Entscheidungen | Medaillenspiegel Endstand nach 31 Entscheidungen | Medaillenspiegel Endstand nach 31 Entscheidungen |
| Platz                                            | Land                                             | Gold                                             | Silber                                           | Bronze                                           | Gesamt                                           |
| ------------------------------------------------ | ------------------------------------------------ | ------------------------------------------------ | ------------------------------------------------ | ------------------------------------------------ | ------------------------------------------------ |
| 1                                                | Argentinien                                      | 10                                               | 11                                               | 9                                                | 30                                               |
| 2                                                | Chile                                            | 9                                                | 12                                               | 8                                                | 29                                               |
| 3                                                | Brasilien                                        | 7                                                | 4                                                | 13                                               | 24                                               |
| 4                                                | Kolumbien                                        | 3                                                | 3                                                | 1                                                | 7                                                |
| 5                                                | Peru                                             | 1                                                | 1                                                | 2                                                | 4                                                |
| 6                                                | Uruguay                                          | 1                                                | -                                                | -                                                | 1                                                |